# مشبك ربطة العنق

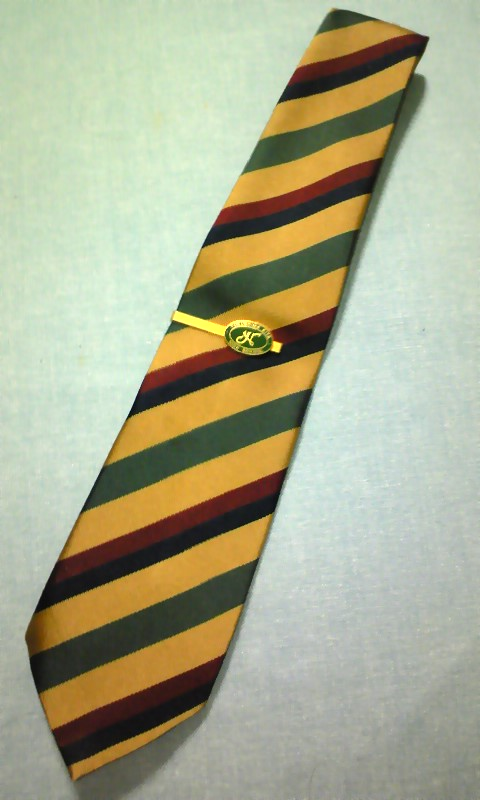
مشبك ربطة العنق لمدرسة توشاكيماكيتا الثانوية اليابانية

مشبك ربطة العنق هي عبارة عن إكسسوار صغير يشبك على جانب ربطة العنق ،على كل حال هناك أنواع كثيرة منها أبتكرت في القرن التاسع عشر .
بعد أن بدأت ربطة العنق موضة رئيسية عند الغرب ، أصبحت الأكسسوارات مثل المشبك و دبابيس و السلاسل تستعمل في تثبيت ربطة العنق كي لا ترفرف.
وقد بدأ أستخدام مشبك ربطة العنق بإزدياد بشكل رسمي في عام 1920 م ،إذ أن العامة أستبدلوها بديلاً عن دبوس ربطة العنق.